# Ihor Nahajev
Ihor Volodymyrovytj Nahajev (ukrainska: Ігор Володимирович Нагаєв; ryska: Игорь Нагаев: Igor Nagajev), född den 22 februari 1966 i Kiev i Ukrainska SSR i Sovjetunionen (nu Ukraina), är en ukrainsk före detta kanotist som tävlade för Sovjetunionen. Huvudtränare för det ukrainska landslaget.
Han tog OS-silver i K-2 500 meter och OS-silver i K-4 1000 meter i samband med de olympiska kanottävlingarna 1988 i Seoul.